# Порин (белок)

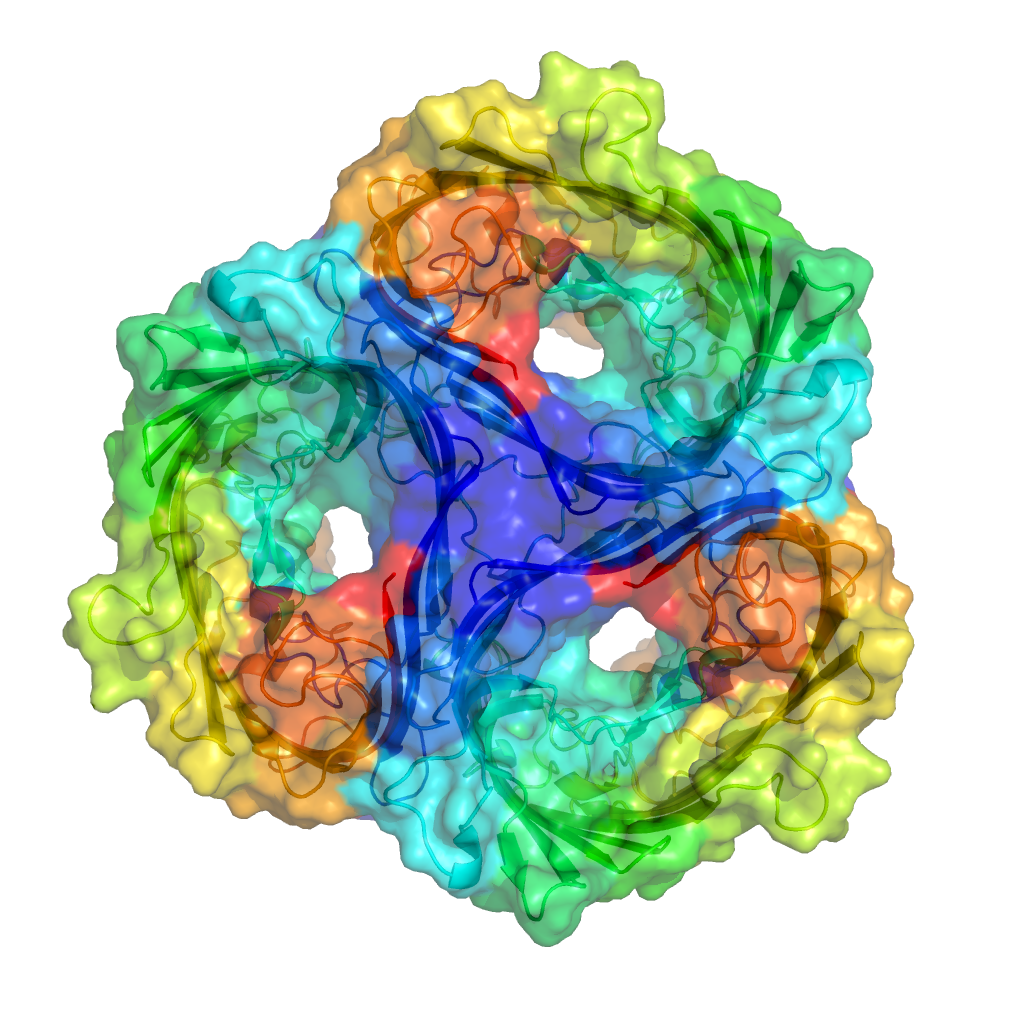
Сахарозо-специфичный порин из Salmonella Typhimurium, грамотрицательной бактерии.

Порины (англ. Porins) — это бета-цилиндрические белки, которые пересекают клеточную мембрану и действуют как поры, через которые могут диффундировать молекулы. В отличие от других мембранных транспортных белков, для пассивной диффузии порины достаточно велики, то есть они действуют как каналы, которые специфичны для различных типов молекул. Порины присутствуют в наружной мембране грамотрицательных бактерий и некоторых грамположительных микобактерий, наружной мембране митохондрий и наружной мембране хлоропластов.